# Alessia Marcuzzi
Alessia Marcuzzi (Roma, 11 novembre 1972) è una conduttrice televisiva, imprenditrice, ex attrice ed ex modella italiana.

## Biografia

### Gioventù ed esordio sul piccolo schermo
Nasce a Roma l'11 novembre 1972, figlia unica di Eugenio, gioielliere di Trieste, e Antonietta, originaria di Roseto Valfortore in provincia di Foggia. Inizia la sua carriera televisiva a Telemontecarlo, dove esordisce con lo show Attenti al dettaglio nel 1991, per poi partecipare, nella stagione 1991/1992, al programma sportivo Qui si gioca, con José Altafini, nel quale, svolgendo il ruolo di valletta, forniva alcune statistiche del campionato di calcio in corso di svolgimento. Sullo stesso canale, dal marzo 1992 prende parte al programma per ragazzi Amici mostri e nella stagione 1992/1993 conduce insieme a Umberto Smaila il varietà Novantatre. Nel 1994 appare in Rai affiancando Gigi Sabani a Il grande gioco dell'oca su Rai 2.

### I tanti progetti
Nello stesso anno debutta anche come attrice, partecipando alla realizzazione dei film Chicken Park di Jerry Calà, in un breve cameo, e in Tra noi due tutto è finito, per la regia di Furio Angiolella. Nel 1995 approda a Mediaset, nella conduzione del people show Colpo di fulmine, in onda il sabato pomeriggio su Italia 1; il programma ha un ottimo riscontro da parte del pubblico, venendo quindi inserito, dal febbraio 1996, nei palinsesti pomeridiani di Italia 1 dei giorni feriali, dal lunedì al venerdì.. Da lei condotto per due edizioni fino al giugno 1997, Colpo di fulmine è la trasmissione che la consacra come nuovo volto di successo di Italia 1, rete dal target di pubblico prevalentemente giovane, permettendole così di approdare in diversi programmi di punta di questo canale negli anni seguenti.

### Gli anni del Festivalbar (1996-2002)

Marcuzzi (a destra) conduttrice del Festivalbar 1998 con Fiorello (a sinistra), sul palco con la cantante Natalie Imbruglia.

Nel 1996 approda al Festivalbar, che condurrà fino al 2002; affiancata nel 1996 da Amadeus e Corona, l'anno successivo è affiancata ancora da Amadeus, ma anche da Simona Ventura e Elenoire Casalegno; nel 1998, 1999 e 2000 in coppia con Fiorello, nel 2001 insieme a Daniele Bossari e Natasha Stefanenko (quest'ultima sostituita l'anno successivo dalla showgirl Michelle Hunziker, che dal 2004 condurrà Striscia la notizia in coppia con Ezio Greggio). Nel 1997 conduce insieme a Paolo Brosio il clip show 8 mm - Prime Time. Nello stesso anno conduce Fuego! (un'altra trasmissione pomeridiana di Italia 1) in cui collabora con Francesca Fogar. Nel 1998 torna al cinema con Il mio West di Giovanni Veronesi, esperienza ripetuta l'anno successivo in Tutti gli uomini del deficiente, commedia della Gialappa's Band, celebre trio comico con cui collabora in questi anni.

### La fictionTequila & BonettieMai Dire Gol
Nel 1999 su Italia 1 è protagonista del film per la televisione Un cane e un poliziotto, dal quale sarà in seguito tratta la fiction Tequila & Bonetti (andata in onda nel 2000 sulla stessa rete), di cui era protagonista insieme a Jack Scalia. Nelle stagioni 1998/1999 e 1999/2000 conduce, insieme ad Ellen Hidding e la Gialappa's Band, il fortunato programma comico Mai dire gol. Suscitano particolare interesse alcuni calendari da lei realizzati a cavallo tra gli anni novanta e gli anni duemila, pubblicati dal mensile Max nel 1998, del quale vengono vendute oltre 680 mila copie, e dal settimanale Panorama nel 2000; successivamente nel 2004 ha posato per un "calendario ironico" pubblicato da Maxim insieme all'intero cast del programma Le Iene.

### L'esperienza da doppiatrice /Macchemù/Le Iene
Nel 2000 presta la sua voce all'iguanodonte Neera nel film Disney Dinosauri e nel giugno dello stesso anno registra insieme a Paola Barale la puntata zero del varietà di Italia 1 Macchemù, successivamente realizzato dopo la pausa estiva in una serie completa condotta dalla sola Barale. Un altro programma importante per la carriera della conduttrice è Le Iene, programma che conduce al posto di Simona Ventura a partire dal 2001; in questo periodo il programma ideato da Davide Parenti viene promosso dalla seconda alla prima serata (con il titolo Le Iene Show).

### Telegatto e le altre esperienze lavorative
Nei primi anni duemila conduce diversi eventi televisivi, oltre alle ultime sue edizioni del Festivalbar su Italia 1; nel 2002 e 2003, approdando su Canale 5, conduce la cerimonia di consegna del Telegatto, in onda in prima serata, e nello stesso anno conduce Il galà della pubblicità insieme a Heidi Klum, sulla stessa rete. Nell'ottobre 2003 conduce su Canale 5 (insieme a Gerry Scotti, Claudio Bisio e Michelle Hunziker) il varietà-evento La fabbrica del sorriso, con lo scopo di promuovere l'omonima campagna benefica attraverso la quale gli spettatori potevano, in differenti modalità, effettuare delle donazioni.
Tra il 2004 e il 2006 è la protagonista della serie di Canale 5 Carabinieri per tre stagioni, dalla terza alla quinta. Nel maggio 2007 recita nella seconda stagione della fiction di Canale 5 Il giudice Mastrangelo 2, quindi il 21 aprile 2009 è protagonista del film per la televisione Un amore di strega al fianco di Pietro Sermonti. Prende parte nel 2005 a Scherzi a parte, programma storico di Canale 5, che conduce insieme agli attori Diego Abatantuono e Massimo Boldi. La conduttrice stava per abbandonare la rete giovane, che è appunto Italia 1, per passare all'ammiraglia, che è proprio Canale 5, dove, a partire dal 2006, al posto di Barbara D'Urso, è la nuova conduttrice del Grande Fratello, rimanendo al timone del programma anche nelle successive edizioni con il "format trimestrale", per la settima (in onda nell'inverno 2007), l'ottava (in onda nell'inverno 2008) e la nona (in onda nell'inverno 2009).

### Grande Fratello(2009-2015)
Nella stagione 2009/2010 conduce la decima edizione del Grande Fratello nel nuovo format semestrale (cioè da ottobre a marzo). Nello stesso anno recita nella prima stagione della sitcom per Italia 1 Così fan tutte, assieme a Debora Villa. Nella stagione 2010/2011 conduce su Canale 5 l'undicesima edizione del Grande Fratello, sempre con il già citato format semestrale. Nella stagione 2011/2012 recita, sempre nel ruolo di protagonista insieme a Debora Villa, nella seconda stagione della sitcom di Italia 1 Così fan tutte e conduce la dodicesima edizione del Grande Fratello su Canale 5, ultima edizione col format semestrale.

### Extreme Makeover/ Summer Festival /Fashion Style
Nel maggio 2012 registra la prima edizione di Extreme Makeover: Home Edition Italia, programma che aiuta famiglie con problemi economici ristrutturandogli la loro casa: le due puntate vanno in onda il 23 e il 30 gennaio 2013 su Canale 5 con discreti ascolti; nell'estate 2013 registra la seconda edizione costituita in ben quattro puntate che andranno in onda nel giugno 2014. Nel luglio 2013 conduce su Canale 5 il Summer Festival 2013 insieme a Simone Annicchiarico e Angelo Baiguini affiancati dagli inviati Andrea Dianetti e Diana Del Bufalo. Nell'autunno 2013, dall'11 novembre al 17 dicembre Marcuzzi fa parte della giuria fissa, insieme a Silvia Toffanin e al giornalista Cesare Cunaccia, della prima edizione del talent show Fashion Style dedicato alla moda e condotto da Chiara Francini su La 5 in prima serata.
Nel 2014 conduce la tredicesima edizione del Grande Fratello, che torna all'originario format trimestrale, questa volta però in una diversa collocazione, con un format di gioco modificato e aggiornato con l'interazione in diretta televisiva con i vari social network. Nel luglio 2014 conduce su Canale 5 il Summer Festival 2014 affiancata da Rudy Zerbi e Angelo Baiguini. Marcuzzi nell'autunno 2014 è una delle «conduttrici a rotazione» della diciassettesima edizione di Zelig in onda su Canale 5 ottenendo buoni consensi presso il pubblico e la critica.

### L'isola dei famosi(2015-2019)
Nel 2015 conduce su Canale 5 la decima edizione de L'isola dei famosi, reality show per la prima volta approdato sulle reti Mediaset, affiancata dagli opinionisti Alfonso Signorini e Mara Venier più l'inviato in Honduras Alvin. Nel luglio 2015 la Marcuzzi, affiancata dai conduttori Rudy Zerbi e Angelo Baiguini per la seconda volta consecutiva, conduce su Canale 5 il Summer Festival 2015. Nell'autunno 2015 conduce la quattordicesima edizione del Grande Fratello.
Nel 2016 conduce l'undicesima stagione de L'isola dei famosi, in onda in prima serata su Canale 5: rispetto all'edizione precedente, il programma riscuote minori consensi. Nell'autunno dello stesso anno è tra i doppiatori della pellicola d'animazione Cicogne in missione. Dal 30 gennaio 2017 conduce la dodicesima edizione de L'isola dei famosi, e dal 22 gennaio 2018, la tredicesima, sempre su Canale 5.

### Gli ultimi anni a Mediaset (2018-2021)
Nell'autunno 2018, dopo 13 anni, torna a condurre Le Iene su Italia 1, questa volta con Nicola Savino. Dal 24 gennaio al 1º aprile 2019 è al timone della 14ª edizione de L'isola dei famosi. Nell'autunno del 2019 viene riconfermata alla conduzione de Le Iene su Italia 1 con Savino ed approda alla guida della seconda edizione di Temptation Island VIP. Dopo cinque edizioni, d'accordo con Mediaset, lascia la conduzione de L'isola dei famosi (le subentrerà Ilary Blasi a marzo 2021). Nei mesi di marzo e aprile 2020 partecipa come giudice alle ultime tre puntate della fase serale della diciannovesima edizione di Amici, sostituendo Loredana Bertè. Sempre nel 2020, a settembre, oltre ad essere confermata per la terza stagione consecutiva a Le Iene sempre con Savino, conduce la nona edizione di Temptation Island, questa volta nella versione classica. 
Il 30 giugno 2021, tramite un comunicato ufficiale, annuncia di lasciare Mediaset dopo ventisei anni.

### Il ritorno in Rai (2023)
Il 28 giugno 2022, durante la presentazione dei palinsesti autunnali della Rai, viene annunciato il suo ritorno sulla TV di Stato dopo 28 anni, dove condurrà un nuovo programma dal nome Boomerissima su Rai 2 dal 10 gennaio al 14 febbraio 2023 e dal 31 ottobre al 5 dicembre dello stesso anno. In occasione del Festival di Sanremo 2023 e 2024 insieme a Fabrizio Biggio, marito di sua cugina, affianca Fiorello nel programma Viva Rai2! Viva Sanremo! su Rai 1, in diretta, appunto, su Rai 1 subito dopo le puntate del Festival.
Il 24 giugno 2023 conduce su Rai 1 il concerto benefico Italia Loves Romagna.
Nel 2024 prende parte al GialappaShow su TV8 e affianca Carlo Conti alla premiazione dei David di Donatello su Rai 1. A settembre entra a far parte della giuria di Tale e quale show, altro programma condotto da Conti, al posto di Loretta Goggi.

## Carriera imprenditoriale
Marks&Angels (noto anche come Marks & Angels o Marks and Angels) è il primo progetto imprenditoriale di Alessia Marcuzzi, dopo aver aperto il suo blog LaPinella.
L'azienda Marks&Angels è stata fondata nel 2012 ed è incentrata sulla produzione di borse e accessori in pelle realizzati a mano, interamente made in Italy. L'idea del marchio nasce da un incontro casuale tra Alessia Marcuzzi e Laura Angelilli e il nome dell'azienda dal connubio dei due cognomi: Marcuzzi - Angelilli. Nel 2015 l'azienda viene interamente rilevata dalla conduttrice italiana. Nel 2017 Alessia Marcuzzi diventa ambasciatrice del World Food Programme Italia. Per l'occasione realizza un'edizione speciale della borsa Mary con il brand Marks & Angels, devolvendo i proventi della vendita al WFP.

## Vita privata
Ha un figlio, Tommaso, nato ad aprile 2001 dalla relazione con Simone Inzaghi, e una figlia di nome Mia, nata nel 2011 dalla relazione con Francesco Facchinetti. Dopo la relazione con Inzaghi e prima di quella con Facchinetti, è stata legata per cinque anni a Carlo Cudicini, anche lui calciatore.
Successivamente, si è sposata nel 2014 con il produttore televisivo Paolo Calabresi Marconi nei pressi di Londra. Nel 2022 annuncia la separazione dal marito.

## Filmografia

### Attrice

#### Cinema
- Chicken Park, regia di Jerry Calà (1994)
- Tra noi due tutto è finito, regia di Furio Angiolella (1994)
- Il mio West, regia di Giovanni Veronesi (1998)
- Tutti gli uomini del deficiente, regia di Paolo Costella (1999)

#### Televisione
- Un cane e un poliziotto, regia di Maurizio Dell'Orso (1999)
- Tequila & Bonetti, regia di Bruno Nappi (2000)
- Carabinieri, regia di Raffaele Mertes e Sergio Martino (2004-2006)
- Il giudice Mastrangelo 2, regia di Enrico Oldoini (2007)
- Camera Café, registi vari (2007)
- Un amore di strega, regia di Angelo Longoni (2009)
- Così fan tutte, regia di Gianluca Fumagalli (2009-2012)

### Doppiatrice
- Neera in Dinosauri (2000)
- Tulip in Cicogne in missione (2016)

## Programmi TV
- Attenti al dettaglio (Telemontecarlo, 1991)
- Qui si gioca (Telemontecarlo, 1991-1992)
- Amici mostri (Telemontecarlo, 1992)
- Novantatre (Telemontecarlo, 1992-1993)
- Il grande gioco dell'oca (Rai 2, 1994)
- Colpo di fulmine (Italia 1, 1995-1997)
- 29 settembre - Radio Non Stop Live (Italia 1, 1995)
- Festivalbar (Italia 1, 1996-2002)
- 8 mm - Prime Time (Italia 1, 1997-1998)
- Fuego (Italia 1, 1997-1998)
- Mai dire Gol (Italia 1, 1997-2000)
- DopoFestival - Sanremo Notte (Rai 1, 2000)
- Macchemù (Italia 1, 2000)
- Le iene (Italia 1, 2001-2005, 2018-2021)
- Gran Premio Internazionale dello Spettacolo (Canale 5, 2002-2003)
- Galà della pubblicità (Canale 5, 2003)
- La fabbrica del sorriso (Canale 5, 2003)
- Mai dire Iene (Italia 1, 2004)
- Scherzi a parte (Canale 5, 2005)
- Grande Fratello (Canale 5, 2006-2015)
- Extreme Makeover: Home Edition Italia (Canale 5, 2013-2014)
- Fashion Style (La5, 2013) Giudice
- Summer Festival (Canale 5, 2013-2017)
- Zelig (Canale 5, 2014)
- L'isola dei famosi (Canale 5, 2015-2019)
- Temptation Island VIP (Canale 5, 2019)
- Amici di Maria De Filippi (Canale 5, 2020) Giudice
- Temptation Island (Canale 5, 2020)
- Boomerissima (Rai 2, 2023)
- Viva Rai2!... Viva Sanremo! (Rai 1, 2023-2024)
- Italia Loves Romagna - Il Concerto (Rai 1, 2023)
- GialappaShow (TV8, 2024)
- David di Donatello (Rai 1, 2024)
- Tale e quale show (Rai 1, dal 2024) giurata
- Red Carpet - Vip al tappeto (Prime Video, 2025)
- Festival di Sanremo (Rai 1, 2025) - co-conduttrice della quinta serata
- Obbligo o verità (Rai 2, 2025)
- The Traitors Italia (Prime Video, 2025)

## Pubblicità
- Nintendo Italia (1992)
- Omnitel (1997)
- Pompea (2002)
- Activia Italia (2003-2014)
- Vodafone (2006, 2012-2013, 2015)
- Escape (2014)
- Comete Gioielli (2018)
- Marks and Angels (2018)
- TheFork (2019)
- Pasta Felicia (2021)

## Riconoscimenti
- Premio Flaiano
  - 2002 – Candidatura alla miglior conduzione televisiva

- Premio TV - Premio regia televisiva
  - 2000 – Miglior personaggio televisivo femminile dell'anno
  - 2003 – Top 10 per Le Iene

- Gran Premio Internazionale dello Spettacolo
  - 2001 – Telegatto alla miglior trasmissione musicale per Festivalbar 2000
  - 2003 – Telegatto al miglior evento TV per Gran Premio Internazionale dello Spettacolo 2002

## Opere
- La Pinella a colori. Album anti-stress tutto da colorare, Rizzoli, 2015, ISBN 978-88-1708-486-4.
- In viaggio con Alessia, Mondadori Electa, 2019, ISBN 978-88-9180-851-6.